# اسنبل
اسنبل قرية تابعة لناحية مارع في منطقة اعزاز شمال محافظة حلب في سوريا.